# Emilia Jones
Emilia Annis I. Jones (Westminster (Londen), 23 februari 2002) is een Britse actrice. Ze is vooral bekend door het spelen van Kinsey Locke in de Netflix-serie Locke & Key (2020-2022) en Ruby Rossi in de film CODA (2021). Ze had ook rollen in Doctor Who en verschillende theaterproducties in het West End in Londen.

## Filmografie

### Film
| Jaar | Titel                                         | Rol                   | Opmerkingen |
| ---- | --------------------------------------------- | --------------------- | ----------- |
| 2011 | Pirates of the Caribbean: On Stranger Tides   | Engels meisje         | filmdebuut  |
| 2011 | One Day                                       | Jasmine (2007 & 2011) |             |
| 2014 | What We Did on Our Holiday                    | Lottie McLeod         |             |
| 2015 | Youth                                         | Frances               |             |
| 2015 | High-Rise                                     | Vicky                 |             |
| 2016 | Brimstone                                     | Joanna                |             |
| 2018 | Ghostland                                     | jonge Beth            |             |
| 2018 | Two for Joy                                   | Vi                    |             |
| 2018 | Patrick                                       | Vikki                 |             |
| 2019 | Nuclear                                       | Emma                  |             |
| 2019 | Horrible Histories: The Movie – Rotten Romans | Orla                  |             |
| 2021 | CODA                                          | Ruby Rossi            |             |
| 2023 | Cat Person                                    | Margot                |             |
| 2023 | Fairyland                                     | Alysia Abbott         |             |
| 2024 | Winner                                        | Reality Winner        |             |

### Televisie
| Jaar      | Titel           | Rol                          | Opmerkingen                        |
| --------- | --------------- | ---------------------------- | ---------------------------------- |
| 2011      | House of Anubis | jonge Sarah Frobisher-Smythe | 8 afleveringen                     |
| 2013      | Doctor Who      | Merry Gejelh                 | Aflevering: "The Rings of Akhaten" |
| 2013–2014 | Utopia          | Alice                        | 8 afleveringen                     |
| 2014      | Residue         | Charlotte Jones              | 3 afleveringen                     |
| 2015      | Wolf Hall       | Anne Cromwell                | Aflevering: "Three Card Trick"     |
| 2020-2022 | Locke & Key     | Kinsey Locke                 | Hoofdrol in 28 afleveringen        |

## Theater
| Jaar      | Show              | Rol         | Theater                   |
| --------- | ----------------- | ----------- | ------------------------- |
| 2011–2012 | Shrek The Musical | jonge Fiona | Theatre Royal, Drury Lane |
| 2013      | Turn of the Screw | Flora       | Almeida Theatre           |
| 2014      | Far Away          | Joan        | Young Vic                 |

## Prijzen en nominaties
Jones won 12 acteerprijzen en werd daarnaast ook 25 keer genomineerd, waarvan de belangrijkste:
| Jaar | Prijs                      | Categorie                    | Uitslag     |
| ---- | -------------------------- | ---------------------------- | ----------- |
| 2022 | British Academy Film Award | Beste vrouwelijke hoofdrol   | Genomineerd |
| 2022 | Critics Choice Award       | Beste jonge acteur / actrice | Genomineerd |